# Boucoiran-et-Nozières
Pour les articles homonymes, voir Boucoiran et Nozières.
Ne doit pas être confondu avec Nozières (Ardèche).
Boucoiran-et-Nozières est une commune française située dans le centre du département du Gard, en région Occitanie.
Exposée à un climat méditerranéen, elle est drainée par le Gard, le ruisseau de l'Auriol et par divers autres petits cours d'eau. La commune possède un patrimoine naturel remarquable composé de trois zones naturelles d'intérêt écologique, faunistique et floristique.
Boucoiran-et-Nozières est une commune rurale qui compte 995 habitants en 2022, après avoir connu une forte hausse de la population depuis 1975.  Elle fait partie de l'aire d'attraction de Nîmes. Ses habitants sont appelés les Boucoirannais ou  Boucoirannaises.
Le patrimoine architectural de la commune comprend deux  immeubles protégés au titre des monuments historiques : la Gare de Ners, inscrite en 1987, et l'oppidum du Grand Ranc, inscrit  en 1990.

## Géographie

### Localisation
La partie urbanisée est constituée des deux hameaux de Boucoiran au nord et Nozières au sud, le long de la RN 106, à mi-chemin de Nîmes et Alès.
| Maruéjols-lès-Gardon | Ners                  | Cruviers-Lascours |
| Saint-Bénézet        | Boucoiran-et-Nozières | Brignon           |
| Domessargues         | Sauzet                |                   |

### Climat
Pour des articles plus généraux, voir Climat de l'Occitanie et Climat du Gard.
En 2010, le climat de la commune est de type climat méditerranéen franc, selon une étude s'appuyant sur une série de données couvrant la période 1971-2000. En 2020, Météo-France publie une typologie des climats de la France métropolitaine dans laquelle la commune est exposée à un climat méditerranéen et est dans la région climatique Provence, Languedoc-Roussillon, caractérisée par une pluviométrie faible en été, un très bon ensoleillement (2 600 h/an), un été chaud (21,5 °C), un air très sec en été, sec en toutes saisons, des vents forts (fréquence de 40 à 50 % de vents > 5 m/s) et peu de brouillards.
Pour la période 1971-2000, la température annuelle moyenne est de 13,9 °C, avec  une amplitude thermique annuelle de 17,5 °C. Le cumul annuel moyen de précipitations est de 895 mm, avec 6,9 jours de précipitations en janvier et 3,3 jours en juillet. Pour la période 1991-2020, la température moyenne annuelle observée sur la station météorologique la plus proche, située sur la commune de Deaux à 8 km à vol d'oiseau, est de 14,9 °C et le cumul annuel moyen de précipitations est de 967,1 mm,. Pour l'avenir, les paramètres climatiques de la commune estimés pour 2050 selon différents scénarios d’émission de gaz à effet de serre sont consultables sur un site dédié publié par Météo-France en novembre 2022.

### Voies de communication et transports
La commune est traversée par la route nationale 106 qui relie Nîmes à Alès.
La commune est aussi traversée par la ligne ferroviaire de Saint-Germain-des-Fossés à Nîmes-Courbessac couramment appelée « ligne des Cévennes ». Trois gares se trouvent sur son territoire : la gare de Boucoiran et la gare de Nozières - Brignon, deux halte voyageurs desservies par les TER Occitanie, et la gare de Ners, fermée depuis 1973 (voir ci-dessous).

### Milieux naturels et biodiversité
L’inventaire des zones naturelles d'intérêt écologique, faunistique et floristique (ZNIEFF) a pour objectif de réaliser une couverture des zones les plus intéressantes sur le plan écologique, essentiellement dans la perspective d’améliorer la connaissance du patrimoine naturel national et de fournir aux différents décideurs un outil d’aide à la prise en compte de l’environnement dans l’aménagement du territoire.
Une ZNIEFF de type 1 est recensée sur la commune :
le « Gardon d'Anduze et Gardon » (461 ha), couvrant 11 communes du département et deux ZNIEFF de type 2, : 
- le « bois de Lens » (8 318 ha), couvrant 19 communes du département[9] ;
- la « vallée moyenne des Gardons » (1 848 ha), couvrant 24 communes du département[10].

Carte des ZNIEFF de type 1 et 2 à Boucoiran-et-Nozières.
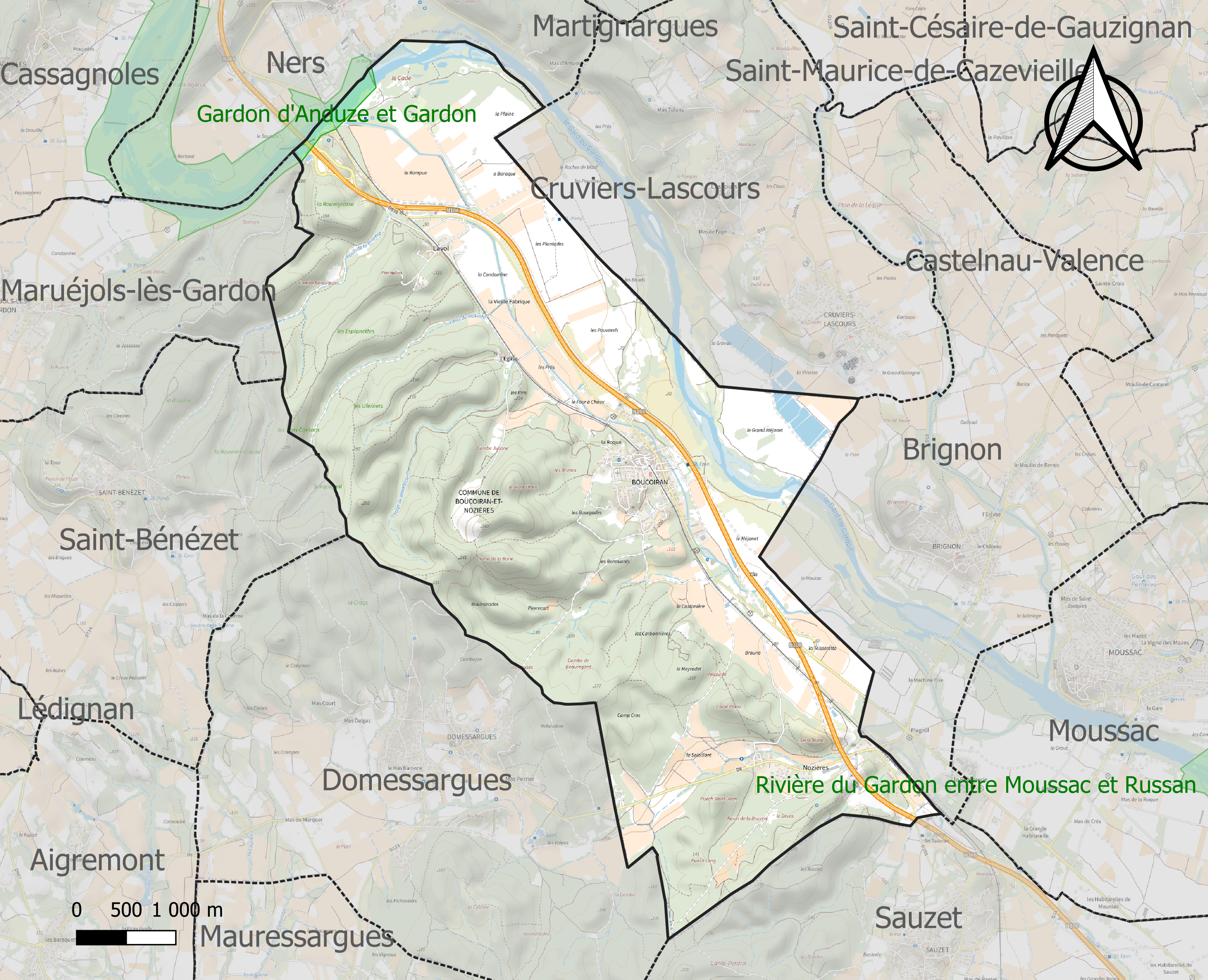
Carte de la ZNIEFF de type 1 sur la commune.
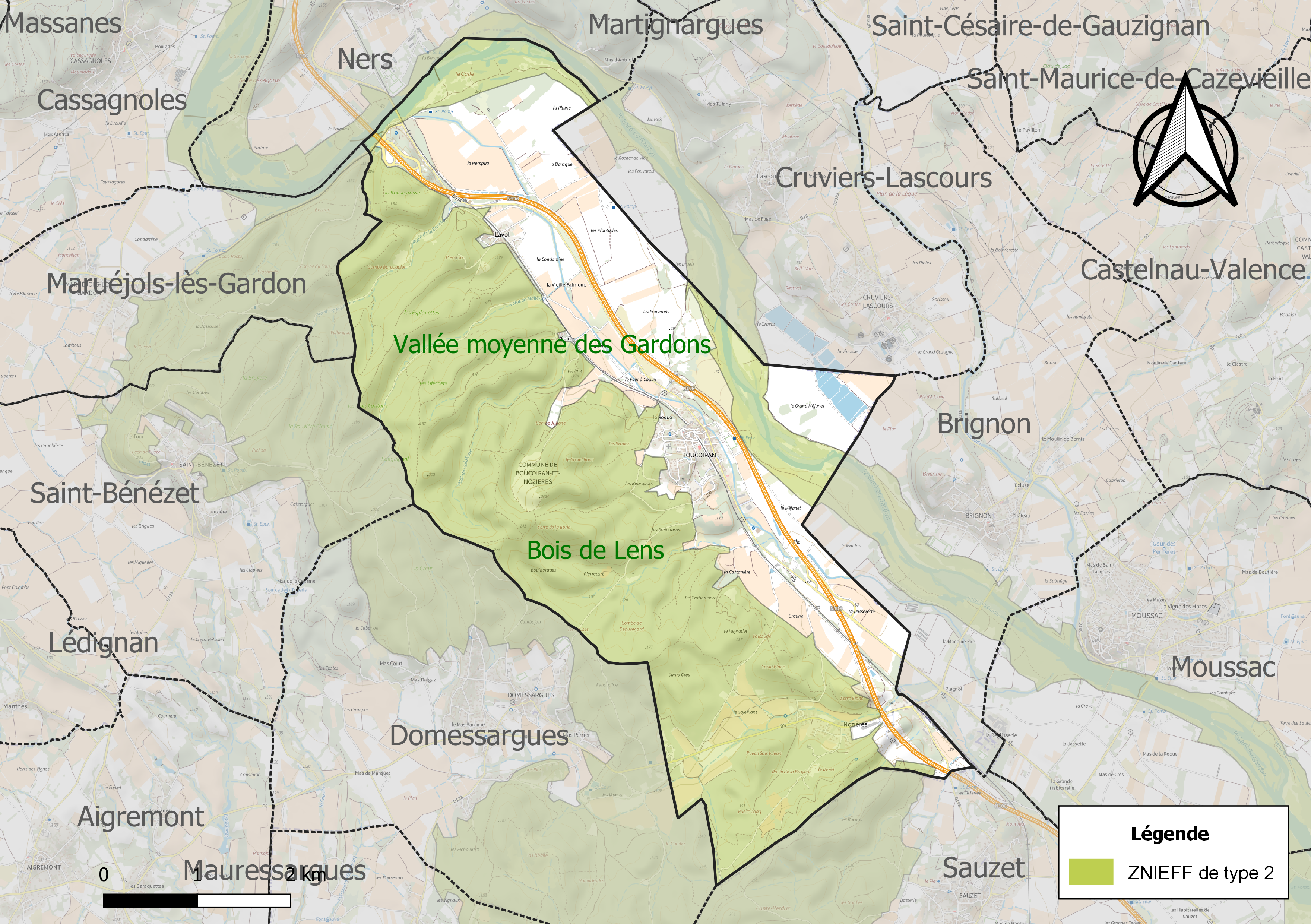
Carte des ZNIEFF de type 2 sur la commune.

## Urbanisme

### Typologie
Au 1er janvier 2024, Boucoiran-et-Nozières est catégorisée commune rurale à habitat dispersé, selon la nouvelle grille communale de densité à sept niveaux définie par l'Insee en 2022.
Elle est située hors unité urbaine. Par ailleurs la commune fait partie de l'aire d'attraction de Nîmes, dont elle est une commune de la couronne,. Cette aire, qui regroupe 92 communes, est catégorisée dans les aires de 200 000 à moins de 700 000 habitants,.

### Occupation des sols
L'occupation des sols de la commune, telle qu'elle ressort de la base de données européenne d’occupation biophysique des sols Corine Land Cover (CLC), est marquée par l'importance des forêts et milieux semi-naturels (62,6 % en 2018), en augmentation par rapport à 1990 (61,2 %). La répartition détaillée en 2018 est la suivante : 
forêts (55 %), cultures permanentes (26,2 %), zones agricoles hétérogènes (9,2 %), milieux à végétation arbustive et/ou herbacée (5,8 %), zones urbanisées (2,1 %), espaces ouverts, sans ou avec peu de végétation (1,9 %). L'évolution de l’occupation des sols de la commune et de ses infrastructures peut être observée sur les différentes représentations cartographiques du territoire : la carte de Cassini (XVIIIe siècle), la carte d'état-major (1820-1866) et les cartes ou photos aériennes de l'IGN pour la période actuelle (1950 à aujourd'hui).

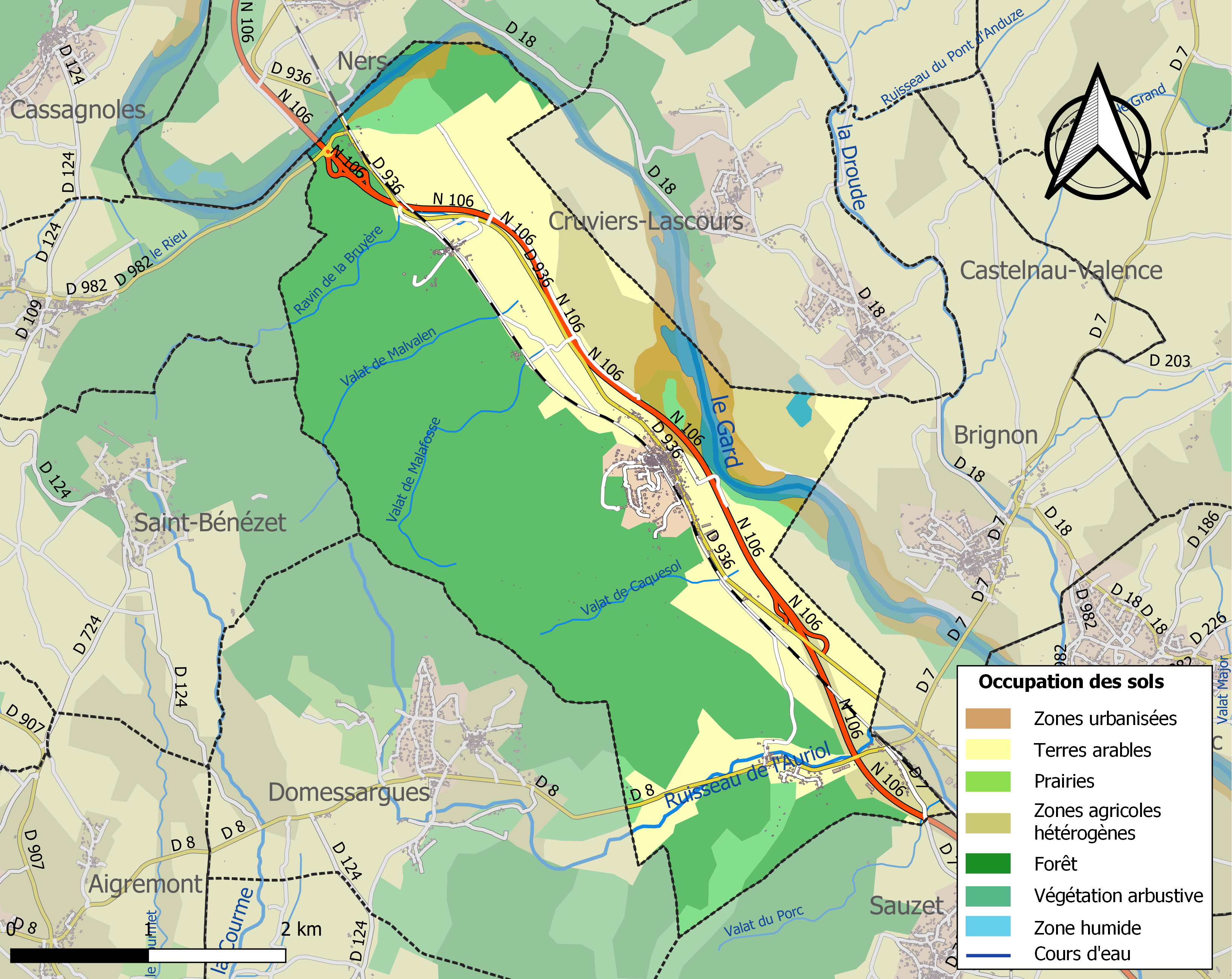
Carte des infrastructures et de l'occupation des sols de la commune en 2018 (CLC).

### Risques majeurs
Le territoire de la commune de Boucoiran-et-Nozières est vulnérable à différents aléas naturels : météorologiques (tempête, orage, neige, grand froid, canicule ou sécheresse), inondations, feux de forêts, mouvements de terrains et séisme (sismicité faible). Il est également exposé à deux risques technologiques,  le transport de matières dangereuses et la rupture d'un barrage. Un site publié par le BRGM permet d'évaluer simplement et rapidement les risques d'un bien localisé soit par son adresse soit par le numéro de sa parcelle.

#### Risques naturels
Certaines parties du territoire communal sont susceptibles d’être affectées par le risque d’inondation par débordement de cours d'eau et par une crue torrentielle ou à montée rapide de cours d'eau, notamment le Gardon et le ruisseau de l'Auriol. La commune a été reconnue en état de catastrophe naturelle au titre des dommages causés par les inondations et coulées de boue survenues en 1982, 1994, 1995, 2001, 2002, 2005 et 2014,.

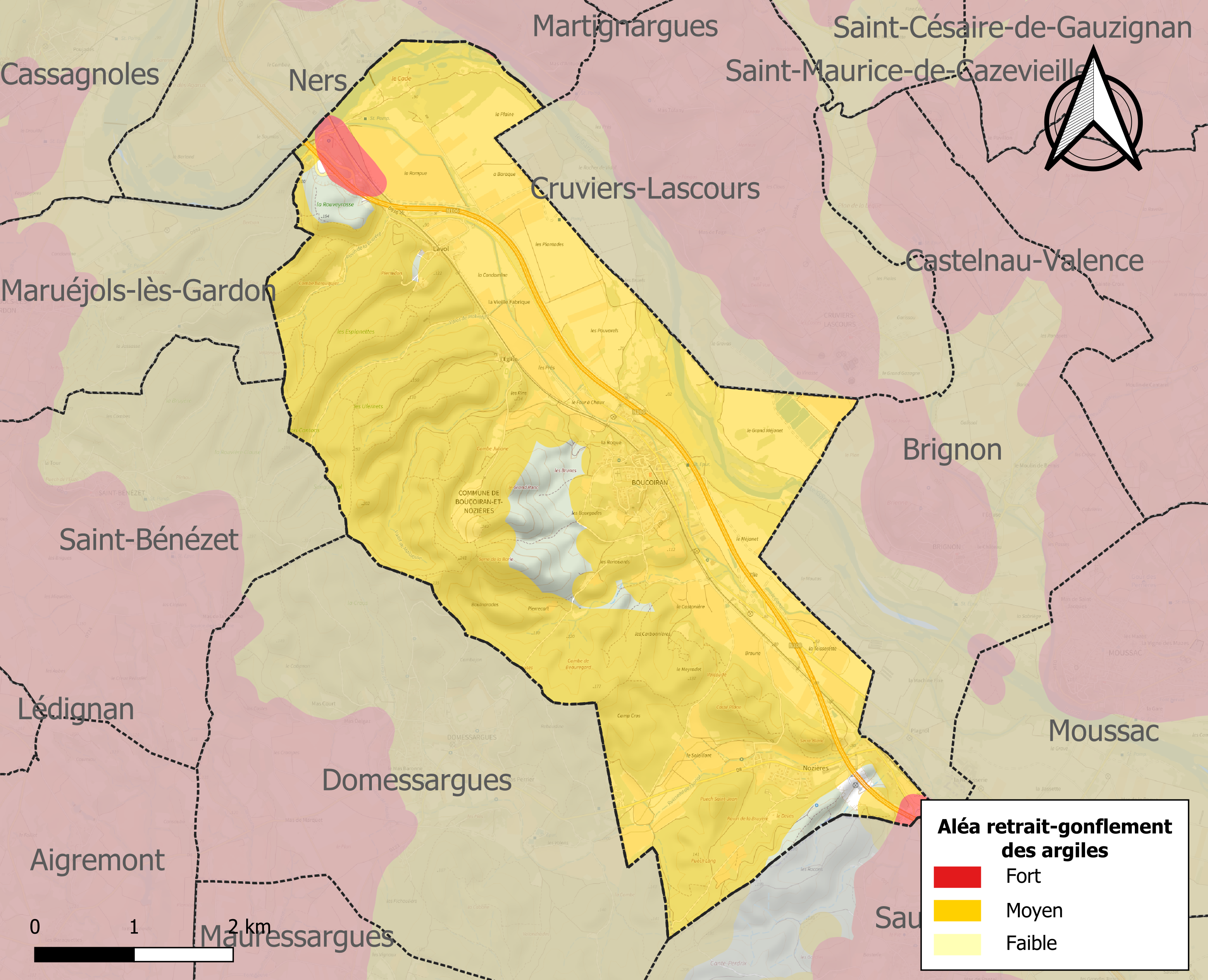
Carte des zones d'aléa retrait-gonflement des sols argileux de Boucoiran-et-Nozières.

La commune est vulnérable au risque de mouvements de terrains constitué principalement du retrait-gonflement des sols argileux. Cet aléa est susceptible d'engendrer des dommages importants aux bâtiments en cas d’alternance de périodes de sécheresse et de pluie. 94,4 % de la superficie communale est en aléa moyen ou fort (67,5 % au niveau départemental et 48,5 % au niveau national). Sur les 387 bâtiments dénombrés sur la commune en 2019, 386 sont en aléa moyen ou fort, soit 100 %, à comparer aux 90 % au niveau départemental et 54 % au niveau national. Une cartographie de l'exposition du territoire national au retrait gonflement des sols argileux est disponible sur le site du BRGM,.
Par ailleurs, afin de mieux appréhender le risque d’affaissement de terrain, l'inventaire national des cavités souterraines permet de localiser celles situées sur la commune.

#### Risques technologiques
Le risque de transport de matières dangereuses sur la commune est lié à sa traversée par des infrastructures routières ou ferroviaires importantes ou la présence d'une canalisation de transport d'hydrocarbures. Un accident se produisant sur de telles infrastructures est en effet susceptible d’avoir des effets graves au bâti ou aux personnes jusqu’à 350 m, selon la nature du matériau transporté. Des dispositions d’urbanisme peuvent être préconisées en conséquence.
La commune est en outre située en aval du barrage de Sainte-Cécile-d'Andorge, un ouvrage de classe A doté d'un PPI. À ce titre elle est susceptible d’être touchée par l’onde de submersion consécutive à la rupture de cet ouvrage.

## Histoire

### Moyen Âge
Martiale Espaze est jugée pour sorcellerie en 1491 à Boucoiran.

## Politique et administration

### Liste des maires
| Période                                  | Période   | Identité           | Étiquette | Qualité     |
| ---------------------------------------- | --------- | ------------------ | --------- | ----------- |
| mars 1995                                | mars 2008 | Monique Barlaguet  | DVG       |             |
| mars 2008                                | 2020      | Jacky Fernandez    | DVG       | Retraité    |
| 2020                                     | En cours  | Jean-Jacques Vidal |           | Viticulteur |
| Les données manquantes sont à compléter. |           |                    |           |             |

## Population et société

### Démographie
L'évolution du nombre d'habitants est connue à travers les recensements de la population effectués dans la commune depuis 1793. Pour les communes de moins de 10 000 habitants, une enquête de recensement portant sur toute la population est réalisée tous les cinq ans, les populations de référence des années intermédiaires étant quant à elles estimées par interpolation ou extrapolation. Pour la commune, le premier recensement exhaustif entrant dans le cadre du nouveau dispositif a été réalisé en 2008.

En 2022, la commune comptait 995 habitants, en évolution de +8,03 % par rapport à 2016 (Gard : +2,97 %, France hors Mayotte : +2,11 %).
| 1793 | 1800 | 1806 | 1821 | 1831 | 1836 | 1841 | 1846 | 1851 |
| ---- | ---- | ---- | ---- | ---- | ---- | ---- | ---- | ---- |
| 555  | 517  | 601  | 639  | 681  | 700  | 751  | 771  | 760  |

| 1856 | 1861 | 1866 | 1872 | 1876 | 1881 | 1886 | 1891 | 1896 |
| ---- | ---- | ---- | ---- | ---- | ---- | ---- | ---- | ---- |
| 793  | 776  | 756  | 776  | 763  | 707  | 718  | 705  | 739  |

| 1901 | 1906 | 1911 | 1921 | 1926 | 1931 | 1936 | 1946 | 1954 |
| ---- | ---- | ---- | ---- | ---- | ---- | ---- | ---- | ---- |
| 743  | 768  | 750  | 665  | 601  | 660  | 647  | 632  | 608  |

| 1962 | 1968 | 1975 | 1982 | 1990 | 1999 | 2006 | 2008 | 2013 |
| ---- | ---- | ---- | ---- | ---- | ---- | ---- | ---- | ---- |
| 619  | 599  | 584  | 576  | 609  | 621  | 696  | 717  | 852  |

| 2018 | 2022 | - | - | - | - | - | - | - |
| ---- | ---- | - | - | - | - | - | - | - |
| 972  | 995  | - | - | - | - | - | - | - |

## Économie

### Revenus
En 2018  (données Insee publiées en septembre 2021), la commune compte 380 ménages fiscaux, regroupant 939 personnes. La médiane du revenu disponible par unité de consommation est de 19 150 € (20 020 € dans le département).

### Emploi
|                | 2008   | 2013   | 2018   |
| -------------- | ------ | ------ | ------ |
| Commune        | 8,4 %  | 12,1 % | 12,8 % |
| Département    | 10,6 % | 12 %   | 12 %   |
| France entière | 8,3 %  | 10 %   | 10 %   |

En 2018, la population âgée de 15 à 64 ans s'élève à 601 personnes, parmi lesquelles on compte 78,5 % d'actifs (65,7 % ayant un emploi et 12,8 % de chômeurs) et 21,5 % d'inactifs,. En  2018, le taux de chômage communal (au sens du recensement) des 15-64 ans est supérieur à celui de la France et du département, alors qu'il était inférieur à celui du département en 2008.
La commune fait partie de la couronne de l'aire d'attraction de Nîmes, du fait qu'au moins 15 % des actifs travaillent dans le pôle,. Elle compte 178 emplois en 2018, contre 158 en 2013 et 143 en 2008. Le nombre d'actifs ayant un emploi résidant dans la commune est de 397, soit un indicateur de concentration d'emploi de 44,8 % et un taux d'activité parmi les 15 ans ou plus de 64,3 %.
Sur ces 397 actifs de 15 ans ou plus ayant un emploi, 69 travaillent dans la commune, soit 17 % des habitants. Pour se rendre au travail, 86,4 % des habitants utilisent un véhicule personnel ou de fonction à quatre roues, 4 % les transports en commun, 6 % s'y rendent en deux-roues, à vélo ou à pied et 3,5 % n'ont pas besoin de transport (travail au domicile).

### Activités hors agriculture
70 établissements sont implantés  à Boucoiran-et-Nozières au 31 décembre 2019. Le tableau ci-dessous en détaille le nombre par secteur d'activité et compare les ratios avec ceux du département,.
| Secteur d'activité                                                                                        | Commune | Commune | Département |
| Secteur d'activité                                                                                        | Nombre  | %       | %           |
| --- | ------- | ------- | ----------- |
| Ensemble                                                                                                  | 70      |         |             |
| Industrie manufacturière, industries extractives et autres                                                | 7       | 10 %    | (7,9 %)     |
| Construction                                                                                              | 19      | 27,1 %  | (15,5 %)    |
| Commerce de gros et de détail, transports, hébergement et restauration                                    | 21      | 30 %    | (30 %)      |
| Information et communication                                                                              | 1       | 1,4 %   | (2,2 %)     |
| Activités spécialisées, scientifiques et techniques et activités de services administratifs et de soutien | 8       | 11,4 %  | (14,9 %)    |
| Administration publique, enseignement, santé humaine et action sociale                                    | 6       | 8,6 %   | (13,5 %)    |
| Autres activités de services                                                                              | 8       | 11,4 %  | (8,8 %)     |

Le secteur du commerce de gros et de détail, des transports, de l'hébergement et de la restauration est prépondérant sur la commune puisqu'il représente 30 % du nombre total d'établissements de la commune (21 sur les 70 entreprises implantées  à Boucoiran-et-Nozières), contre 30 % au niveau départemental.

### Agriculture
La commune est dans les Garrigues, une petite région agricole occupant le centre du département du Gard. En 2020, l'orientation technico-économique de l'agriculture  sur la commune est la viticulture. 
|               | 1988 | 2000 | 2010 | 2020 |
| ------------- | ---- | ---- | ---- | ---- |
| Exploitations | 34   | 22   | 14   | 13   |
| SAU (ha)      | 540  | 647  | 398  | 445  |

Le nombre d'exploitations agricoles en activité et ayant leur siège dans la commune est passé de 34 lors du recensement agricole de 1988  à 22 en 2000 puis à 14 en 2010 et enfin à 13 en 2020, soit une baisse de 62 % en 32 ans. Le même mouvement est observé à l'échelle du département qui a perdu pendant cette période 61 % de ses exploitations,. La surface agricole utilisée sur la commune a également diminué, passant de 540 ha en 1988 à 445 ha en 2020. Parallèlement la surface agricole utilisée moyenne par exploitation a augmenté, passant de 16 à 34 ha.

## Culture locale et patrimoine

### Lieux et monuments
- Église Notre-Dame-de-la-Nativité, église romane[31].
- Temple protestant du XIXe siècle[32].
- Gare de Ners, construite entre 1839 et 1841 et fermée depuis 1973[33], sur la ligne de Saint-Germain-des-Fossés à Nîmes-Courbessac, dite ligne des Cévennes. Le bâtiment de  « style néo-Tudor »[34] est inscrit aux Monuments historiques[34]. Elle porte le nom de la commune de Ners située à quelques centaines de mètres au nord, au-delà du pont mixte rail-route de Ners qui enjambe le Gardon.
- Château de Boucoiran[35]

### Personnalités liées à la commune
- Dominique Payraudeau, dite Dominique de Boucoiran, chanteuse, animatrice de Boucoiran actualité du village.
- Martiale Espaze, jugée pour sorcellerie en 1491.

## Héraldique
| Blason de Boucoiran-et-Nozières | Blason  | De sinople à la fasce losangée d'or et de sinople. |
| Blason de Boucoiran-et-Nozières | Détails |                                                    |